# Премія Марконі
Пре́мія Марко́ні (англ. Marconi Prize) — наукова нагорода від Фундації Марконі (англ. Guglielmo Marconi International Fellowship Foundation або скорочено — англ. The Marcony Society, Нью-Йорк, США), заснованої дочкою Гульєльмо Марконі на честь століття з дня народження батька. Фондом керують Вінтон Серф, Роберт Лаккі, Девід Ніл Пейн.
Нагорода вручається щорічно з 1975 року за видатний внесок у технології зв'язку і вона включає 100 тисяч доларів США, скульптуру і звання «Marconi Fellow».
Серед нагороджених є 2 лауреати Нобелівської премії і 5 лауреатів премії Тюрінга, у тому числі творці Інтернету та Всесвітньої павутини (Вінтон Серф, Тім Бернерс-Лі), розробники пошукових систем (Сергій Брін, Ларрі Пейдж), творці систем супутникового зв'язку (Артур Кларк, Джон Пірс), стільникового зв'язку (Мартін Купер) та фахівці з криптографії Рональд Рівест, Мартін Геллман і Вітфілд Діффі).
Премія вважається аналогом Нобелівської премії для спеціалістів у галузі інформаційних технологій.

## Лауреати
| Рік  | Лауреати премії                | Відзначене досягнення (область досліджень) |
| ---- | ------------------------------ | --- |
| 1975 | Джеймс Кілліан                 | За ініціювання дослідження соціальних функцій телерадіомовлення |
| 1976 | Хіроші Іносу                   | За виняткові творчі досягнення у застосуванні цифрових технологій |
| 1977 | Артур Леонард Шавлов           | За дослідження у галузі оптичної та мікрохвильової спектроскопії, ядерної квадрупольної резонансної надпровідності та лазерів |
| 1978 | Едвард Колін Черрі             | За помітний внесок у галузь телекомунікацій |
| 1979 | Джон Пірс                      | За визнання неабияких досягнень у космічних та супутникових технологіях, важливих для покращення світових комунікацій |
| 1980 | Яш Пал                         | За лідерство у застосуванні сучасних комунікаційних технологій для задоволення потреб ізольованих сільських жителів Індії |
| 1981 | Сеймур Пейперт                 | За творче використання комп'ютерів задля сприяння розвитку дітей |
| 1982 | Артур Кларк                    | За перший детальний опис можливостей і технічних вимог для використання геостаціонарних супутників для глобального зв'язку та інші інновації в галузі зв'язку та дистанційного зондування з космосу |
| 1983 | Франческо Карасса              | За його досягнення у дослідженнях, пов'язаних із розробкою засобів наземного та супутникового мікрохвильового радіозв'язку |
| 1984 | Ерік Еш                        | За лідерство в електроніці, включаючи пристрої на поверхневих акустичних хвилях |
| 1985 | Чарлз Куен Као                 | За розвиток технологій волоконно-оптичного зв'язку |
| 1986 | Леонард Кляйнрок               | На знак визнання за його наукову піонерську роботу в галузі телекомунікацій, зокрема, що стосується комп'ютерних мереж |
| 1987 | Роберт Лаккі                   | За винайдення автоматичного адаптивного еквалайзера, який забезпечив важливі технологічні здобутки у сфері цифрових комунікацій |
| 1988 | Федеріко Фаджин                | За його новаторський внесок у впровадження мікропроцесора, як основного компонента сучасних телекомунікацій |
| 1989 | Роберт Голл                    | За першу реалізацію напівпровідникового інжекторного лазера, базового елемента зв'язку на базі оптичних волокон |
| 1990 | Ендрю Вітербі                  | За досягнення в галузі цифрових комунікацій в умовах несприятливих середовищ, зокрема завдяки широко використовуваному алгоритму |
| 1991 | Пол Берен                      | За оригінальні ідеї, що лягли в основу комутації пакетів та інші досягнення у галузі зв'язку |
| 1992 | Джеймс Лотон Фленаган          | За його піонерський внесок у розвиток мовних технологій |
| 1993 | Ізуо Хаяші                     | За його внесок у розвиток технологій оптоелектроніки |
| 1994 | Роберт Елліот Кан              | За внесок у розвиток ARPANET та його наступника Інтернет |
| 1995 | Яков Зів                       | Pа внесок у галузі комунікаційних та інформаційних теорій, зокрема за розробку алгоритму стиснення даних (алгоритм Лемпеля — Зіва — Велча) |
| 1996 | Готфрід Унгербек               | За розробку треліс-модуляції |
| 1997 | Девід Форні                    | За внесок у теорію комунікацій та його застосування у засобах передачі даних |
| 1998 | Вінтон Серф                    | За технічні досягнення, що стали визначальними у створенні та розвитку Інтернету |
| 1999 | Джеймс Мессі                   | За теоретичний та практичний внесок у криптографію та пов'язані з нею проблеми кодування; викладач і наставник цілого покоління вчених та технологів |
| 2000 | Мартін Геллман і Вітфілд Діффі | За створення криптосистеми з відкритим ключем |
| 2001 | Гервіг Коґелнік Аллан Снайдер  | За внесок у розвиток лазерних технологій та оптоелектроніки За внесок у розвиток технологій волоконно-оптичний зв'язку |
| 2002 | Тім Бернерс-Лі                 | За винайдення Всесвітнього павутиння як засобу глобального обміну інформацією на базі Інтернету |
| 2003 | Роберт Меткалф Роберт Галлагер | За створення протоколу Ethernet та формулювання закону, названого його іменем За фундаментальний внесок у теорію інформації та теорію комп'ютерних мереж |
| 2004 | Сергій Брін і Ларрі Пейдж      | За винахід, що принципово змінив інформаційний пошук |
| 2005 | Клод Берру                     | За відкриття турбо-кодів, що дало нові шляхи для досліджень, які призвели до сучасного прогресу у мобільній телефонії, супутниковому та радіозв'язку |
| 2006 | Джон Сіоффі                    | За піонерські дослідження, що привели до створення DSL-зв'язку, який дав широкосмуговий доступ до Інтернету мільйонам людей |
| 2007 | Рональд Рівест                 | За великий внесок у галузь криптографії та у комп'ютерну безпеку |
| 2008 | Девід Ніл Пейн                 | За міжнародне визнання проведених досліджень у галузі фотоніки |
| 2009 | Андрій Храпливий і Роберт Ткач | За дослідження не лінійності характеристик оптичних волокон та їх розробки нових методів, які значно підвищили швидкість передачі та потужність систем зв'язку на базі оптичних волокон |
| 2010 | Чарлз Ґешке і Джон Варнок      | За внесок у розвиток комп'ютерних технологій друкарства та обробки зображень |
| 2011 | Джек Кейл Вольф Ірвін Джейкобс | За оригінальний та глибокий внесок у теорію комунікацій, за розробку численних методик, які широко застосовуються в сучасних системах зв'язку та зберігання даних (Код Слепіана-Вольфа) За визначну роль у заснуванні двох провідних комунікаційних компаній, та за його співавторство у підручнику з техніки комунікацій |
| 2012 | Генрі Самуелі                  | За успіхи у розробці та комерціалізації аналогових і змішаних схем передавання сигналу для сучасних систем зв'язку, зокрема кабельного модема |
| 2013 | Мартін Купер                   | За внесок у розвиток бездротових технологій передавання, який змінив концепцію мобільного зв'язку |
| 2014 | Арогясвамі Паулрадж            | За новаторський внесок у розробку теорії та застосування антен для MIMO-систем зв'язку |
| 2015 | Пітер Кірстейн                 | За лідерство у галузі комп'ютерних мереж та реалізацію першого сегмента ARPANET у Європі |
| 2016 | Бредфорд Паркінсон             | За технічне лідерство та внесок у розвиток GPS |
| 2017 | Арун Нетравалі                 | За керівництво та технічний внесок у розвиток цифрових відеосистем та служб |
| 2018 | Том Лейтон                     | За новаторські розробки технологій доставки контенту через Інтернет |
| 2019 | Пауль Кочер Тагер Ель-Ґамаль   | За розробку криптографічних протоколів SSL/TLS та інші внески у безпеку комунікацій |
| 2020 | Андреа Голдсміт                | За її новаторський внесок у теорію та практику адаптивного бездротового зв'язку, наукові досягнення, які допомогли вдосконалити послуги стільникового зв'язку та Wi-Fi, від яких щодня залежать мільярди людей |
| 2022 | Сіаваш Аламуті                 | За новаторську роботу з розробки комунікаційної технології, яка впливає на людство |
| 2023 | Гарі Балакрішнан               | За його фундаментальний внесок у мобільні датчики, мережеві технології та розподілені системи |